# San Juanico Nextipac
San Juanico Nextipac es un pueblo del oriente de Ciudad de México, ubicada en Iztapalapa, y uno de los 141 pueblos originarios de la capital mexicana, donde tuvo su origen prehispánico. Sus límites territoriales son al norte por Eje 6 Sur Av. Cardiólogos, Prolongación Trabajadoras Sociales y Calzada San Juanico; al poniente por Eje 2 Oriente Calzada de la Viga, Prolongación Economistas y Dibujantes; al sur por Físicos, Vicente Guerrero y Carrizal y al oriente con Dibujantes y Magistrados. Las colonias circundantes son al norte con El Triunfo, Ampliación El Triunfo y Pueblo Magdalena Atlazolpa; al poniente con El Retoño; al sur con El Sifón y al oriente con Ampliación El Sifón.

## Topónimo
"Los mexicas logran huir a Mexicalzingo de donde son echados, terminando en Iztacalco, hace 700 años. En venganza, los culhuas queman todo el asentamiento para no dejar rastro de ellos. Una vez dominando el valle, los mexicas, regresan, la reconstruyen y la bautizan Nexticpac. Su toponimia resulta de los vocables náhuatl nextli: ceniza; e icpac: en lo alto, arriba o sobre, “Sobre las cenizas”. Esta afirmación la respalda el códice Aubin que narra la historia azteca entre 1168 y 1576 registrando sus asentamientos durante su peregrinar mencionando a Nextipac como indican el siguiente fragmento de este códice y su traducción:“8 calli xihuitl, ic onmiquanique in Nexticpac in Mexica. 11 tecpatl xihuitlipan nauhxiuhtique in Mexica in oncan Nexticpac.”“Surgiendo el año 8 Calli, los Mexicas fijaron su residencia en Nextipac. Allí permanecieron 4 años. Fechado el año 11 Tecpatl".

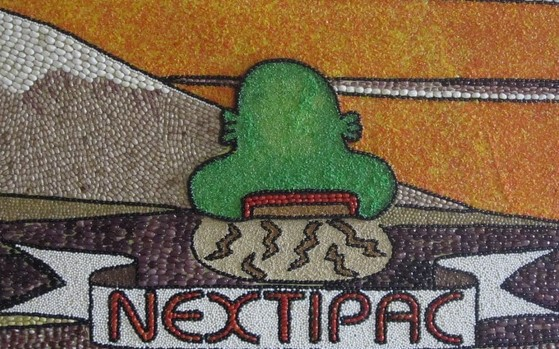

Su grafía antigua es Nexticpac.!

## Iglesia
Fue construida de 1880 a 1897, sustituyendo una capilla que se dice era del siglo XVIII; sin embargo, se conserva una pila bautismal monolítica, con basamento labrado, restos de 2 columnas y una escultura de SAN JUAN del siglo XVI. Las campanas tienen fechas de 1689, 1700 y 1750, respectivamente. La casa cural la construyó el ARQ. JOSÉ GORBEA TRUEBA al terminar la restauración del convento en 1959.

## Geografía física

### Límites
| Noroeste: El Triunfo Iztapalapa | Norte: Ampliación El Triunfo Iztapalapa | Nordeste: Magdalena Atlazolpa Iztapalapa |
| Oeste: El Retoño Iztapalapa     |                                         | Este: Ampliación El Sifón Iztapalapa     |
| Suroeste: El Retoño Iztapalapa  | Sur: El Sifón Iztapalapa                | Sureste: El Sifón Iztapalapa             |